# Сант'Онофрио
Сант'Оно̀фрио (на италиански: Sant'Onofrio) е малко градче и община в Южна Италия, провинция Вибо Валентия, регион Калабрия. Разположено е на 350 m надморска височина. Населението на общината е 2991 души (към 2011 г.).